# Suite para piano de juguete

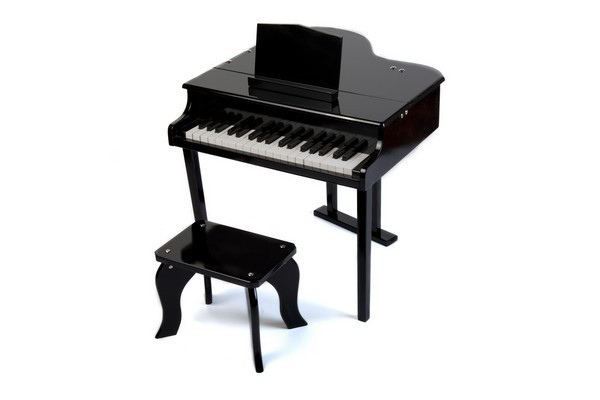
John Cage escribió esta obra para el piano de juguete.

La Suite para piano de juguete (en inglés, Suite for Toy Piano) es una obra de John Cage, compuesta en 1948 y estrenada el 20 de agosto de ese mismo año en el Black Mountain College. La pieza, divida en 5 movimientos, tiene una duración aproximada de 8 minutos. La suite hizo que el piano de juguete se convirtiera en un instrumento de concierto.

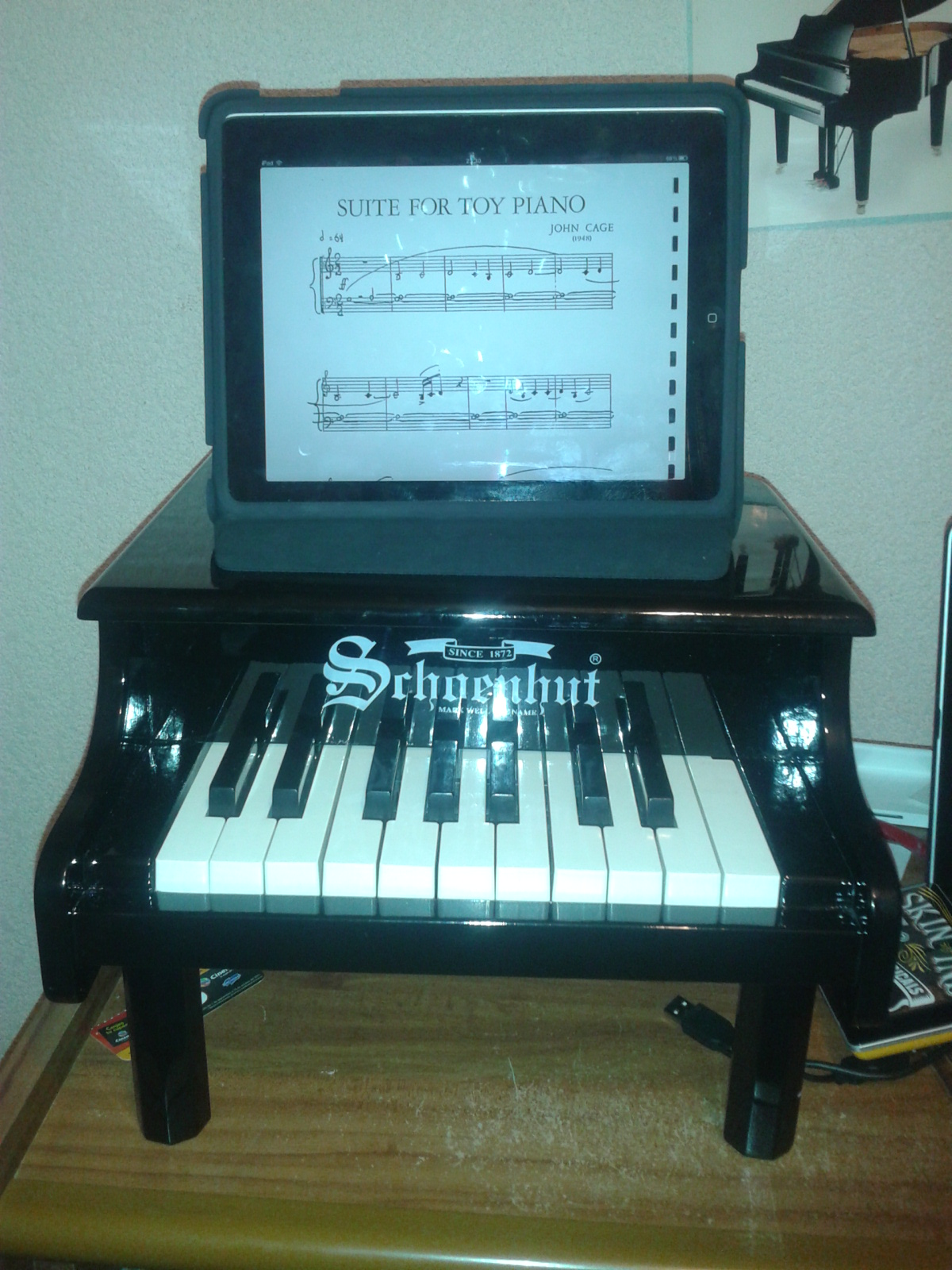
Piano de juguete Schoenhut con un fragmento de la partitura de la Suite for toy piano de Cage en un IPad

## Historia
John Cage escribió la Suite para piano de juguete en 1948 como música para la coreografía de un ballet de Merce Cunningham, titulado A Diversion. Fue estrenada el 20 de agosto de ese año en el Black Mountain College.
Cage compuso la pieza para un piano de juguete que tenía dos octavas de extensión y solamente teclas blancas. En aquellos años, Cage estaba explorando piezas tranquilas, porque decía: "No pensé que hubiera algo bueno en algo grande en la sociedad."
En el año 2007, Phillys Chen crea el concurso de composición denominado UnCaged Toy Piano, inspirado en la pieza de Cage. El concurso solicita obras originales para piano de juguete.

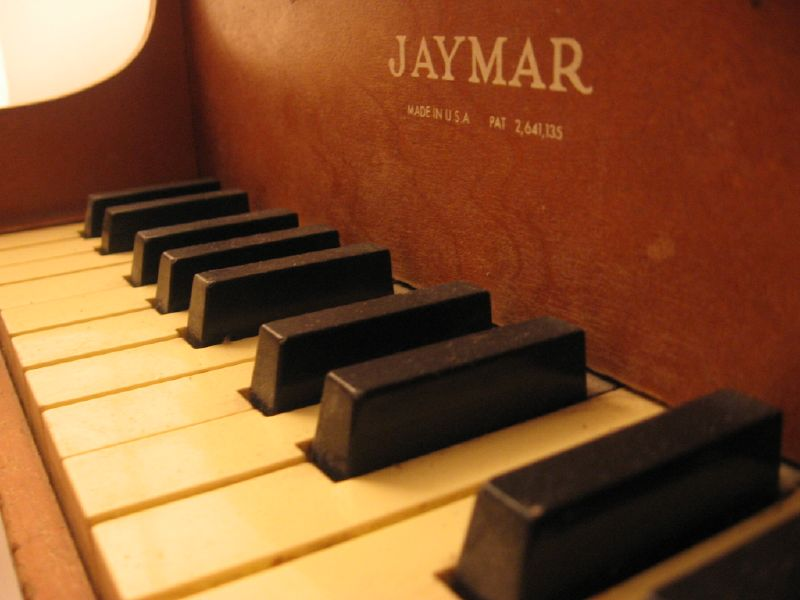
Teclado de un piano de juguete.

## Sobre la pieza
La suite posee 5 movimientos sin título, que están numerados. Al estar escritos para un piano de juguete, abarcan una gama limitada de notas o tonos. Utiliza 9 teclas blancas que van desde el Mi (antes del Do central) hasta el siguiente Fa.
El primer y último movimiento (I y V) sólo se tocan con cinco tonos (Sol a Re). En los movimientos III y IV se tocan los 9 tonos. Poseen la siguiente estructura rítmica: 7-7-6-6-4.
La suite tiene un carácter irónico y humorístico. Cage escribió dinámicas que no son posibles de ser interpretadas por un piano de juguete, por ejemplo, de sffz a ppp. La Suite tiene una inspiración también en el compositor francés Erik Satie. Cage eligió este instrumento porque producía sonidos similares a los de un instrumento de percusión, mecánicos y sin emociones.

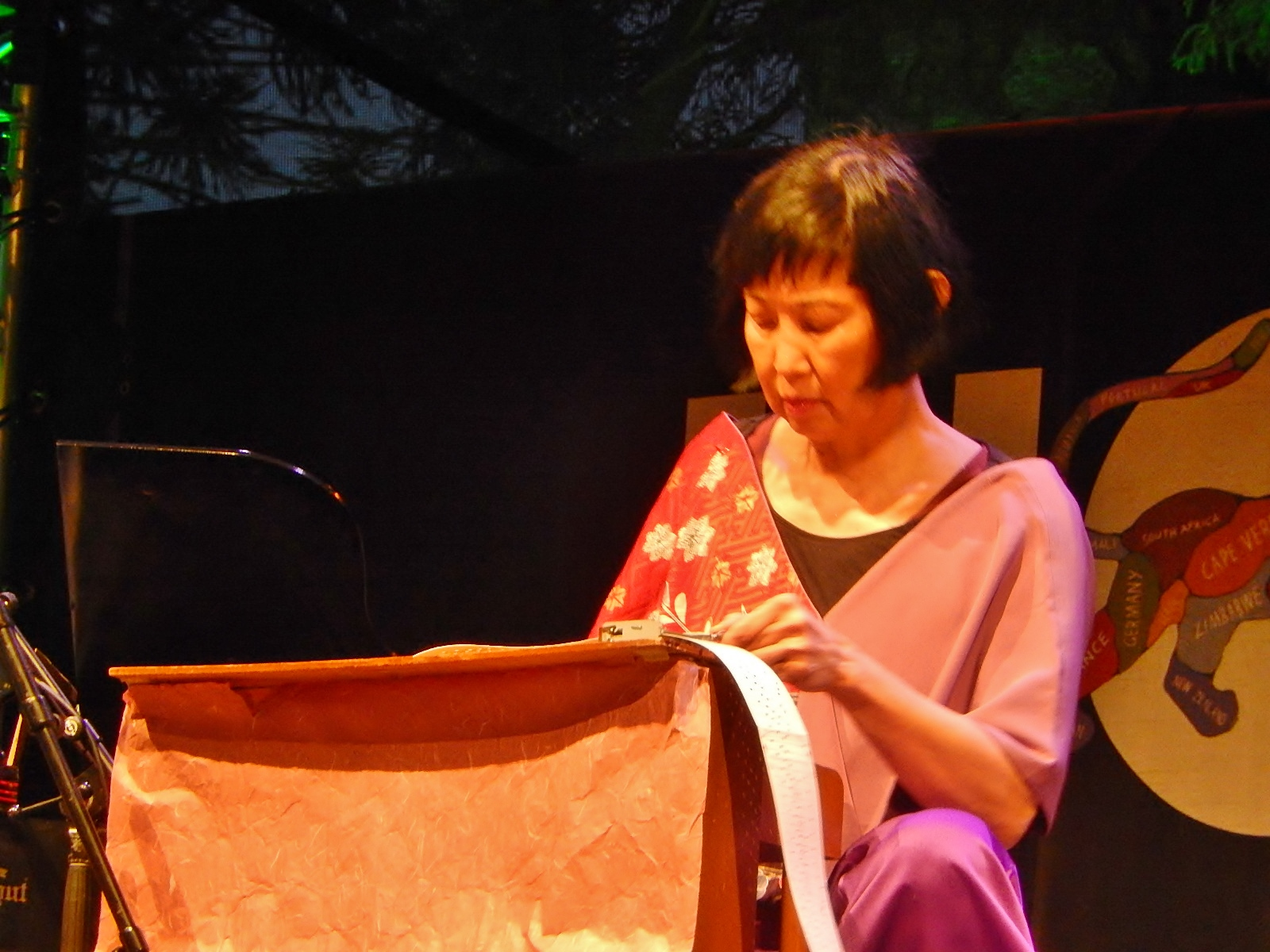
Margaret Leng Tan interpretando un piano de juguete

## Arreglos
Lou Harrison realizó una transcripción de la obra en 1963, para orquesta compuesta por piano, celesta, percusiones, arpa e instrumentos de cuerda. La pieza fue publicada por C.F. Peters. A John Cage no le molestó que el resultado de la versión orquestal se alejara de su propia versión, pues "amaba la idea de que su música fuera impredecible."

## Grabaciones
- John Cage - Complete Piano Music Vol. 1-10, Steffen Schleiermacher, piano de juguete, Musikproduktion Dabringhaus und Grimm. 2012.[1]
- She Herself Alone: The Art of the Toy Piano 2, Margaret Leng Tan, piano de juguete. Mode, 2010.[1]
- John Cage: Music for Keyboard 1935-1948 / Morton Feldman: The Early Years, Jeanne Kirstein, piano de juguete. New World Records, 2007.[1]
- The Complete John Cage Edition, Volume 29: The Piano Works 6, Martine Joste, piano. Mode, 2006.[7]
- John Cage – The Seasons, Margaret Leng Tan (versión original); American Composers Orchestra, dir. Dennis Russell Davies (arreglo orquestal de Lou Harrison), ECM Records, 2000.[8]
- John Cage: Music for Keyboard 1935 - 1948, Jeanne Kirstein, piano de juguete, Sony Music, 1970.[9]